# Calceolaria bogotensis
El tote, redículo de pantano o silbato (Calceolaria bogotensis) es una especie de planta perteneciente a la familia Calceolariaceae, endémica de los altiplanos de Cundinamarca y Boyacá, Colombia, actualmente en peligro de extinción por perdida de hábitat.

## Descripción
Hierba, cuyo tallo alcanza aproximadamente 1 m de altura, ramificado, pubescente con pelos blancos. Presenta hojas de 4 a 5 cm de longitud, con láminas ovadas triangulares, cordadas, acuminadas, irregularmente dentadas, con lóbulos agudos 3 cm de largo por 2,5 a 3 cm de ancho; cada uno en un peciolo sin alas de 10 a 20 mm. Flores amarillas con cáliz de 10 a 12 mm de longitud, lóbulos ovales, acuminados, enteros, hirsutos-pubescentes; corola con el labio posterior de 4 mm de largo, los dos lóbulos unidos casi al ápice; labio anterior de 10 mm de largo. Filamentos de 1,5 mm de longitud; nteras 2,5 mm de color, marrón, con paredes gruesas y sacos, contiguos, que se abren desde el extremo proximal hasta el ápice distal. Estilo de 3 mm de largo; cápsula 6 a 8 mm. Semillas de 3 mm de longitud, estriadas, de color marrón.